# Stazione meteorologica di Badia San Cassiano
La stazione meteorologica di Badia San Cassiano (in tedesco Wetterstation Abtei-St. Kassian) è la stazione meteorologica di riferimento per l'omonima località nel territorio comunale di Badia.

## Dati climatologici
Secondo i dati medi del trentennio 1961-1990, la temperatura media del mese più freddo, gennaio, si attesta  -4,9 °C, mentre quella del mese più caldo, luglio, è di 14,4 °C.
| Badia San Cassiano | Mesi  | Mesi | Mesi | Mesi | Mesi | Mesi | Mesi | Mesi | Mesi | Mesi | Mesi | Mesi | Stagioni | Stagioni | Stagioni | Stagioni | Anno |
| Badia San Cassiano | Gen   | Feb  | Mar  | Apr  | Mag  | Giu  | Lug  | Ago  | Set  | Ott  | Nov  | Dic  | Inv      | Pri      | Est      | Aut      | Anno |
| ------------------ | ----- | ---- | ---- | ---- | ---- | ---- | ---- | ---- | ---- | ---- | ---- | ---- | -------- | -------- | -------- | -------- | ---- |
| T. max. media (°C) | 0,7   | 3,5  | 6,5  | 9,8  | 14,1 | 18,4 | 20,7 | 19,9 | 16,8 | 11,2 | 5,3  | 1,3  | 1,8      | 10,1     | 19,7     | 11,1     | 10,7 |
| T. min. media (°C) | −10,5 | −9,4 | −5,3 | −0,8 | 2,9  | 6,4  | 8,1  | 7,9  | 5,3  | 0,6  | −4,1 | −8,5 | −9,5     | −1,1     | 7,5      | 0,6      | −0,6 |